# Callionymus tethys
Callionymus tethys là một loài cá biển thuộc chi Callionymus trong họ Cá đàn lia. Loài này được mô tả lần đầu tiên vào năm 1993.

## Danh pháp khoa học
C. tethys được đặt theo tên của vị nữ thần Tethys trong thần thoại Hy Lạp, vị thần cai quản biển cả và là mẹ của mọi sinh vật sống trong đại dương.

## Phân bố và môi trường sống
C. tethys có phạm vi phân bố ở Tây Nam Thái Bình Dương. Loài này chỉ được biết đến ở xung quanh New Caledonia và quần đảo Loyalty. C. tethys sống trên đáy cát, được tìm thấy ở độ sâu từ 10 đến 53 m.

## Mô tả
Chiều dài tối đa được ghi nhận ở C. tethys là khoảng 8,6 cm. C. tethys là loài dị hình giới tính: gai vây lưng thứ nhất của cá đực vươn cao hơn so với cá mái, và vây đuôi của cá đực dài hơn so với cá cái. Màu sắc của các mẫu tiêu bản (cá đực và cá cái) được bảo quản trong rượu: Đầu và thân trên có màu hồng; thân dưới và bụng màu trắng ngà. Mắt có màu xám. Vùng cổ họng có một đốm nâu ở cá đực (không có các đường sọc); cá cái không có đốm này. Hai bên thân (ở phía dưới đường bên) có một hàng đốm màu nâu sẫm. Lưng và nửa thân trên có nhiều mảng đốm màu trắng. Vây lưng thứ nhất màu trắng với các đường sọc màu xám đậm và một đốm đen lớn trên màng vây thứ hai (cá đực); hoặc màu sẫm với các sọc xiên màu trắng và một đốm đen lớn trên màng thứ 3 (cá cái). Vây lưng thứ hai trong mờ, có 3 vệt nâu trên mỗi màng. Vây hậu môn có dải viền đen (dải của cá đực trải rộng đến nửa vây hậu môn); chóp các tia vây màu trắng. Vây đuôi có các hàng đốm màu nâu sẫm; rìa dưới màu đen (ở cả hai giới). Vây bụng có hai dải đốm đen.
Số gai ở vây lưng: 4; Số tia vây mềm ở vây lưng: 9; Số gai ở vây hậu môn: 0; Số tia vây mềm ở vây hậu môn: 8; Số tia vây mềm ở vây ngực: 18 - 20; Số gai ở vây bụng: 1; Số tia vây mềm ở vây bụng: 5.